# 玉名女子高等学校
玉名女子高等学校（たまなじょしこうとうがっこう）は、熊本県玉名市岩崎にある私立高等学校。
学校法人玉名白梅学園が運営している。学校敷地内に「日本赤十字社発祥之地」と標した記念碑が建立されている。また、吹奏楽部の強豪校としても全国的に有名である。

## 設置学科
- 普通科 特進コース（1年次より）、総合コース、音楽・保育コース
  - 特進コース以外の生徒は、2年次に、総合コースと音楽・保育コースのどちらかを選択する。
- ビジネス科 ライセンスコース、アニメデザインコース（コース選択は2年次より）
- 食物科 調理専門コース、スイーツ＆ベーカリーコース（コース選択は2年次より　両コースとも卒業時に調理師を取得できる）
- 看護学科（5年一貫教育）
  - 高等学校3年間を「看護科」、高校卒業後「看護専攻科」(2年間)に進級する。合わせて「看護学科」と称する。看護専攻科2年次に看護師国家試験、准看護師試験を受験できる。

## 沿革
- 1925年 - 玉名実践女学院として設立
- 1927年 - 玉名実践女学校と改称
- 1929年 - 玉名女子職業学校と改称
- 1942年 - 熊本県玉名高等家政女学院と改称
- 1948年 - 玉名家政高等学校と改称
- 1963年 - 玉名女子高等学校と改称

## 理事長
- 初代-新穂登免
- 第2代-三浦強助
- 第3代-桜井丸雄
- 第4代-北里正剛
- 第5代-小篠健一
- 第6代-森塚利德

## 校長
- 初代-新穂義邦
- 第2代-新穂登免
- 第3代-寺本直喜
- 第4代-新穂登免
- 第5代-田中正行
- 第6代-三浦強助
- 第7代-桜井丸雄
- 第8代-北里正剛
- 第9代-小篠健一
- 第10代-福岡勲
- 第11代-森塚利德
- 第12代-鈴木田光孝
- 第13代-上妻利博

## 名誉校長
- 新穂登免
- 田中正行

## 姉妹校
- クラリンダ高等学校（アメリカ合衆国）
- 馬山舞鶴女子高等学校（大韓民国）

## 出身者
- 甲斐まり恵（フリーアナウンサー）
- 池上ケイ（歌手）
- 廣田彩花（バドミントン選手）
- ゆめっち（お笑い芸人）
- Ariwa  (レゲエシンガー)